# Vladimír Sýkora (fotbalista)
Vladimír Sýkora (* 11. srpna 1970) je bývalý slovenský fotbalista, útočník.

## Fotbalová kariéra
Hrál za ZVL Považská Bystrica, FC Vítkovice, FC Svit Zlín, FC Rimavská Sobota, Vaasan Palloseura a Artmedie Bratislava. V československé a české lize nastoupil v 77 utkáních a dal 8 gólů.

## Ligová bilance
| Ročník                                   | Zápasy | Góly | Klub                  |
| ---------------------------------------- | ------ | ---- | --------------------- |
| 1. československá fotbalová liga 1989/90 | 15     | 0    | ZVL Považská Bystrica |
| 1. československá fotbalová liga 1991/92 | 13     | 3    | FC Vítkovice          |
| 1. československá fotbalová liga 1992/93 | 13     | 3    | FC Vítkovice          |
| 1. česká fotbalová liga 1993/94          | 25     | 2    | FC Vítkovice          |
| 1. česká fotbalová liga 1994/95          | 11     | 0    | FC Svit Zlín          |
| Corgoň liga 1996/97                      | 28     | 4    | FC Rimavská Sobota    |
| Corgoň liga 1997/98                      | 10     | 5    | FC Rimavská Sobota    |
| Corgoň liga 1998/99                      | 29     | 14   | FC Rimavská Sobota    |
| Veikkausliiga 1999                       | 9      | 0    | Vaasan Palloseura     |
| Corgoň liga 2000/01                      | 16     | 3    | Artmedie Bratislava   |
| Corgoň liga 2001/02                      | 24     | 3    | Artmedie Bratislava   |
| CELKEM                                   | 193    | 37   |                       |